# I. al-Mutavakkil abbászida kalifa
I. Al-Mutavakkil ala l-láh (arab betűkkel المتوكل على الله – al-Mutawakkil ʿalā l-lāh), eredeti nevén Abu l-Fadl Dzsaafar (arabul أبو الفضل جعفر – Abū l-Faḍl Ǧaʿfar; 822 márciusa – Mezopotámia, Szamarra, 861. december 11.), al-Mutaszim fia volt az Abbászida-dinasztia tizedik kalifája (uralkodott 847-től haláláig). Melléknevének (al-Mutavakkil ala l-láh) jelentése: [Istenre] hagyatkozó. Testvérétől, al-Vásziktól örökölte a trónt. Nevéhez fűződik a szakítás a mutazilita vallási nézetekkel, illetve a híres, spirális szamarrai mecset megépítése. Meggyilkolásával tört ki az ún. szamarrai anarchia, ami végzetesen meggyengítette a kalifátust.
Al-Mutavakkil trónra lépése előtt nem töltött be politikai szerepet, és elődeinél jóval kevésbé érdekelték a művészetek is (igaz, Valíd ibn Ubajd Alláh al-Buhturit udvari költőjévé fogadta). Vallási tekintetben ráadásul erősen eltérő nézeteket vallott rokonainál, lévén a szunnita ortodoxia elkötelezett híve. Ennek jegyében trónra lépve eltörölte a mutazilita tant érvényre juttató mihnát, véget vetve az Ahmad ibn Hanbal vezette ulema ellenállását 827 óta őrlő üldözésnek. A kalifa nem csak elhatárolódott a nem ortodox irányzatoktól, hanem kifejezetten ellenségesen viszonyult minden ilyesmihez. 848-ban magához rendelte a síiták egyik vezetőjét, a tizedik imámnak tekintett Ali al-Hádit, akit kisfiával együtt házi őrizetbe helyezett fővárosában, Szamarrában. A síiták számára megtiltotta Huszajn imám kerbelai sírjának zarándoklat-jellegű felkeresését. Több diszkriminatív intézkedést is hozott az egyébként védett keresztény és zsidó alattvalókkal szemben is.
Al-Mutavakkil idején ütközött ki igazán az atyja által felállított, leginkább török származású lovasíjász erőket tömörítő rabszolgahadsereg hátránya. A fokozatosan felállított alakulatok állandó konfliktusban voltak a régebbi, arab és horászáni erőkkel, de egymással is. Ez ahhoz a helyzethez vezetett, hogy a hadsereg vezetői nem merték megkockáztatni, hogy Szamarrát elhagyva elveszítsék udvarban szerzett pozícióikat, magukat riválisaik intrikáinak célpontjává téve. A központi hadjáratok így megritkultak, és legfeljebb kisebb belső lázadások leverésére szorítkoztak. Mindebből leginkább az ismét megerősödő Bizánci Birodalom tudott hasznot húzni, amelynek flottája 853-ban és 859-ben Damietta egyiptomi tengeri támaszpontját támadta, és az anatóliai határon is sorra foglalta el az erődöket a muszlimoktól.
Al-Mutavakkilt fia, al-Muntaszir gyilkoltatta meg egyes török tisztekkel összefogva, miután attól tartott, hogy megváltoztatja a számára kedvező öröklési rendet. A gyilkosságnak egyúttal al-Mutavakkil mindenható vezíre, az egyébként szintén török származású al-Fath ibn Hákán is áldozatául esett. A gyilkosság jelentette az ún. szamarrai anarchia kezdetét, amely mintegy harminc éven át dühöngött, és az Abbászida Kalifátus ideiglenes széteséséhez vezetett.